# سيمون جونسون (مصارعة)
سيمون جارسيا جونسون  (من مواليد 14 أغسطس 2001)  هي مصارعة محترفة أمريكية. و هي حاليًا موقعة مع اتحاد دبليو دبليو إي تحت اسم الحلبة آڤا (وهو اختصار من اسم الحلبة السابق الخاص بها : آڤا راين ) و تعمل كمديرة عامة على الشاشة لعلامة NXT التجارية ، مما يجعلها أصغر مديرة عامة على الشاشة في تاريخ الدبليو دبليو إي . سيمون جونسون هي مصارعة من الجيل الرابع، كونها ابنة دوين "ذا روك" جونسون ، مما يربطها بعائلة أنواي الساموائية العريقة في مجال المصارعة التي يعود تاريخها لأكثر من 80 عام في المجال .

## النشأة والشخصية
وُلِدت سيمون جونسون في مدينة دافي بولاية فلوريدا الأمريكية  في 14 أغسطس 2001.  و هي الابنة الأولى و الكبرى للمصارع المحترف والفنان العالمي دوين "ذا روك" جونسون (و الذي أنجبها منه شقيقتين أصغر سناً من زواجه الثاني)  وزوجته السابقة داني جارسيا ، سيدة أعمال كوبية أمريكية، لاعبة كمال أجسام محترفة ومنتجة في الاتحاد الدولي لكمال الأجسام واللياقة البدنية.    أعلن والدا جونسون انفصالهما في الأول من يونيو 2007   وتطلقا في مايو 2008.  من جهة والدها، جونسون هي حفيدة آتا ( ني مايفيا) وروكي جونسون ، ساموي ونوفا سكوشا الأسود على التوالي. من خلال جدتها لأبيها، فهي قريبة غير دموية لعائلة المصارعة أنواي .
في يناير 2018، كانت سيمون سفيرة حفل توزيع جوائز الغولدن غلوب الافتتاحي في الذكرى السنوية الخامسة والسبعين للحفل .     التحقت بالمدرسة الثانوية الخاصة بجامعة NSU ، حيث تخرجت وحصلت على شهادتها في مايو 2019.   بعد التخرج، خططت سيمون في البداية للالتحاق بدراساتها الجامعية في جامعة نيويورك في أغسطس 2019، ولكن عندما تعرضت لإصابة في الركبة قبل شهر في يوليو، قررت البقاء في أورلاندو بولاية فلوريدا لمواصلة مسيرتها المهنية في المصارعة.   لقد ذكرت أن جدتها هي من دفعتها إلى ممارسة المصارعة. 

## مسيرة المصارعة المحترفة
في نوفمبر 2017، أعربت جونسون عن اهتمامها بأن تصبح مصارعة محترفة.   في فبراير 2020، أعلنت WWE أن جونسون قد أبلغت مركز أداء WWE وبدأت تدريبها، مما يجعلها أول مصارعة من الجيل الرابع وواحدة من أصغر المواهب التي توقع عقدًا مع الشركة.    
في حلقة 25 أكتوبر 2022 من NXT ، ظهرت جونسون لأول مرة على شاشة التلفزيون، وكشفت عن نفسها بأنها عضو في فصيل جو جاسي الشرير ، شيزم.    ظهرت لأول مرة تحت اسم الحلبة Ava Raine ، ولكن تم اختصاره لاحقًا إلى Ava في 14 فبراير 2023.   ظهرت آفا لأول مرة في الحلبة في الأول من أبريل في Stand &amp; Deliver مع Schism، وخسرت أمام Chase University .    ستبدأ فرقة Schism في التفكك ببطء في سبتمبر 2023، بدءًا من انتهاء عقود The Dyad في 14 سبتمبر،  وبلغت ذروتها في جزء خلف الكواليس في أكتوبر حيث أعلن جاسي أن فرقة Schism قد ماتت. بعد فيلم Schism، أصبحت المساعدة على الشاشة لنائب الرئيس الأول لتنمية المواهب الإبداعية Shawn Michaels . يتضمن دورها أن تكون الوسيط بين المواهب ومايكلز بالإضافة إلى تقديم الإعلانات نيابة عن مايكلز.  في 23 يناير 2024، تمت ترقيتها لتصبح المدير العام الجديد لـ NXT، لتصبح أصغر مدير عام في WWE.  ظهرت آفا لأول مرة في القائمة الرئيسية بعد ثلاثة أيام في عرض سماكداون حيث ساعدت المدير العام نيك ألديس في سحب دخول رويال رامبل .  في NXT Stand &amp; Deliver في 6 أبريل، أعلنت عن إنشاء بطولة NXT للسيدات لأمريكا الشمالية . تم تقديم اللقب كمعادل لنظيره الذكري ، مما يجعل اللقب أول بطولة ثانوية للسيدات في WWE. 

## روابط خارجية
- صفحة سيمون جونسون على دبليو دبليو إي.كوم
- Ava's profile at Cagematch.net , Wrestlingdata.com , Internet Wrestling Database